# Diisopropanolamin
Diisopropanolamin (1,1'-Iminodipropan-2-ol) ist eine chemische Verbindung aus der Gruppe der Aminoverbindungen und Alkohole, genauer der Alkanolamine.

## Gewinnung und Darstellung
Diisopropanolamin kann durch Reaktion von Isopropanolamin oder Ammoniak mit Propylenoxid gewonnen werden.
{\displaystyle \mathrm {2\ C_{3}H_{6}O+NH_{3}\longrightarrow C_{6}H_{15}NO_{2}} }

## Eigenschaften
Diisopropanolamin ist ein brennbarer hygroskopischer farbloser Feststoff mit aminartigem Geruch, welcher leicht löslich in Wasser ist. Bei Einwirkung von Licht und Luft verfärbt sich die Verbindung gelblich. Der Flammpunkt liegt bei 135 °C, die Zündtemperatur bei 290 °C und die Explosionsgrenzen liegen zwischen 1,6 Vol.-% (untere Explosionsgrenze) und 8,0 Vol.-% (obere Explosionsgrenze).

## Verwendung
Diisopropanolamin wird zur Herstellung von Emulgatoren, Absorptionsmitteln, kosmetischen Präparaten und Schaumstabilisatoren verwendet. Isopropanolamine, einschließlich Diisopropanolamin, neutralisieren in kosmetischen Produkten saure Komponenten und erlauben so einen ausgewogenen pH-Wert in Haarsprays, Cremes, Haut-Lotionen und Feuchtigkeitscremes. In der metallverarbeitenden Industrie wird es als Korrosionsschutzmittel und in der Zementindustrie als Abbindebeschleuniger eingesetzt. Es wird weiterhin bei der chemischen Abtrennung von Kohlendioxid und Schwefelwasserstoff aus Erdgas im Sulfinol-Prozess eingesetzt.

## Risikobewertung
Diisopropanolamin wurde 2013 von der EU gemäß der Verordnung (EG) Nr. 1907/2006 (REACH) im Rahmen der Stoffbewertung in den fortlaufenden Aktionsplan der Gemeinschaft (CoRAP) aufgenommen. Hierbei werden die Auswirkungen des Stoffs auf die menschliche Gesundheit bzw. die Umwelt neu bewertet und ggf. Folgemaßnahmen eingeleitet. Ursächlich für die Aufnahme von Diisopropanolamin waren die Besorgnisse bezüglich Verbraucherverwendung, Exposition von Arbeitnehmern, hohes Risikoverhältnis (Risk Characterisation Ratio, RCR) und weit verbreiteter Verwendung sowie der Gefahren ausgehend von einer möglichen Zuordnung zur Gruppe der CMR-Stoffe und der möglichen Gefahr durch sensibilisierende Eigenschaften. Die Neubewertung fand ab 2013 statt und wurde von Tschechien durchgeführt. Anschließend wurde ein Abschlussbericht veröffentlicht.